# Direttore d'orchestra (film 1980)
Direttore d'orchestra (Dyrygent) è un film del 1980 diretto da Andrzej Wajda.

## Riconoscimenti
- Festival di San Sebastián
  - Concha de Oro